# Lautaro

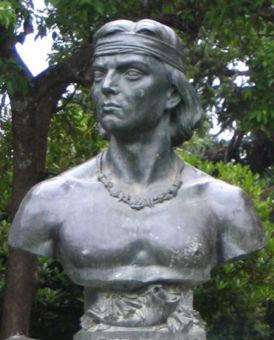
Lautaro

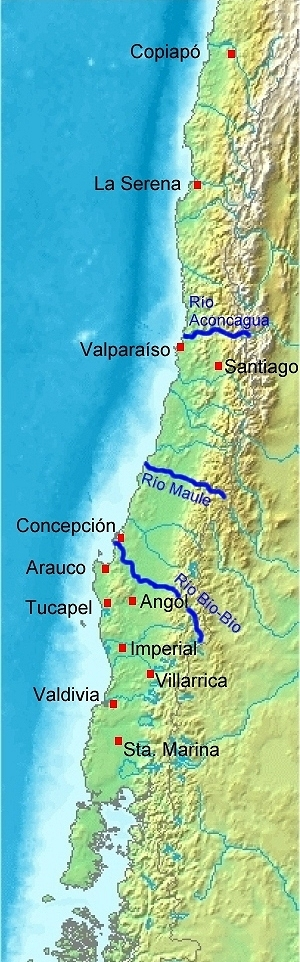
Spanische Siedlungen in Chile
1541 bis 1553

Lautaro (* vor 1535 in den Wäldern von Tirúa; † 29. April 1557 am Río Mataquito) war ein Kriegshäuptling (Toqui) der Mapuche im Arauco-Krieg in Chile.
In der Sprache der Mapuche (Mapudungun) wird sein Name Leftraru ausgesprochen (< lef „schnell“ + traru „Schopfkarakara“).

## Leben
1546 wurde Lautaro von den Spaniern gefangen genommen. Er bekam den Namen Felipe, wurde Knecht und später Stallmeister von Pedro de Valdivia und lernte die spanische Militärtaktik und -strategie kennen. Nach sechs Jahren Gefangenschaft gelang ihm die Flucht auf einem Pferd.
Pedro de Valdivia versuchte ab 1546 in Gebiete südlich des Flusses Río Bío Bío einzudringen und eine Festung zu errichten, was zunächst am Widerstand der Mapuche scheiterte. 1550 unternahm er einen zweiten Vorstoß und gründete die Festungen Concepción und Andalién an der Mündung des Flusses. Die ersten Angriffe der Mapuche auf die Festung Andalién am 3. März 1550 schlugen fehl.
Die Spanier drangen immer tiefer in die Region südlich des Río Bío Bío vor und gründeten die Stadt Villarrica. Die Festungen Tucapel, Purén und Angol folgten.
Die verstreuten Mapuche-Gemeinschaften trafen sich Ende 1553 und bildeten eine Konföderation Vutanmapu. Lautaro wurde zu ihrem ersten Kriegshäuptling gewählt. Am 25. Dezember 1553 griff Lautaro die Festung Tucapel an. Pedro de Valdivia wurde gefangen genommen, gefoltert und schließlich getötet.
Zusammen mit den Anführern Caupolicán und Colo Colo griff er danach 1554 Concepción an. Francisco de Villagra startete daraufhin einen Feldzug gegen die Mapuche, der kläglich scheiterte. Lautaro überrannte danach eine Stadt nach der anderen mit seinen Kriegern. Nach dem Fall von Concepción 1555 marschierte er auf Santiago de Chile zu. Die Mapuche zogen sich allerdings überraschend nach der Zerstörung der Festung Peteroa zurück, da sie einen stärkeren spanischen Angriff erwarteten.
Am 1. April 1557 gelang es Pedro de Villagra, dem Kommandanten der Festung Imperial, die Mapuche in ihrem Nachtlager am Río Mataquito zu überraschen, dabei wurde auch Lautaro getötet.
Nachfolger von Lautaro als Kriegshäuptling wurde Caupolicán.

## Film
- 1977: Lautaro (DEFA-Animationsfilm, Regie: Juan Forch)[2]